# Disney Channel Holiday
Disney Channel Holiday – świąteczny album wydany 16 października 2007 roku. Na płycie wystąpili artyści Disney Channel wykonujący swoje własne aranżacje znanych kolęd i piosenek świątecznych, a także wykonujący nowe napisane specjalnie na ten album świąteczne piosenki.

## Produkcja
Mimo że większość piosenek była nagrywana specjalnie na płytę Disney Channel Holiday, to część z nich została wykorzystana już wcześniej. Ashley Tisdale wydała "Last Christmas" jako swój singiel w 2006 r., a Miley Cyrus wykonywała piosenkę "Rockin’ Around the Christmas Tree" podczas parady w tym samym roku Magic Kingdom Christmas Day Parade. Także w 2006 Aly & AJ wydały "Greatest Time of Year" jako singiel z ich trzeciej płyty Acoustic Hearts of Winter. Disney Channel Holiday zadebiutowało 24 listopada na Radio Disney. Wydarzenie zostało poprowadzone przez Drew Seeley, który śpiewa piosenkę na płycie. Ashley Tisdale i Corbin Bleu wykonywali swoje piosenki z płyty podczas parady z okazji Święta 
Dziękczynienia Macy's Thanksgiving Day Parade 2007. Teledysk do piosenki Corbina Bleu "This Christmastime" miał swoją premierę na Disney Channel w grudniu 2007 roku.

## Lista utworów
1. "Rockin’ Around the Christmas Tree" Miley Cyrus jako Hannah Montana – 2:22
2. "Girl Of My Dreams" by Jonas Brothers – 3:12
3. "Have Yourself a Merry Little Christmas" The Cheetah Girls – 2:34
4. "Last Christmas" Ashley Tisdale – 3:39
5. "This Christmastime" Corbin Bleu – 3:28
6. "Home For The Holidays" Keke Palmer – 2:31
7. "Best Time Of The Year" Christy Carlson Romano – 2:43
8. "Run Rudolph Run" Billy Ray Cyrus – 3:09
9. "Celebrate Love" Jordan Pruitt – 4:03
10. "Let It Snow" Lucas Grabeel – 3:11
11. "Jingle Bells" Kyle Massey – 2:56
12. "Greatest Time of Year" Aly & AJ – 3:38
13. "Christmas Vacation" Monique Coleman – 3:27
14. "I'll Be Home for Christmas" Drew Seeley – 3:35